# 常磐共有墓地
常磐共有墓地（ときわきょうゆうぼち）は、茨城県水戸市にある、旧水戸藩の藩士のために建立された墓地である。
常磐原墓地とも呼ばれた。

## 概要
- 〒310-0052
- 茨城県水戸市松本町13-34
- 行き方
  - バス　水戸駅北口バスターミナル7番から、栄町経由バスに乗車し「末広町3丁目」下車。
  - 自動車　常磐自動車道から水戸インター下車20分。

## 沿革
常磐共有墓地は1666年、2代水戸藩主徳川光圀が、藩士のために城下の常磐村（現:水戸市松本町）に創設した墓地である。特有の寺院に属さない。光圀は城下の上町に居住する藩士には常磐村の常磐共有墓地、下町に居住する藩士には現在の水戸市酒門町に酒門共有墓地を建立して、藩士の先祖供養の地と定めた。当初は墓に戒名を記入することを禁じ、墓碑も一定の大きさと形に定められていたが、現在では諸宗の共同墓地として利用されている。
水戸藩草創期から功績のあった藩士や幕末から明治維新にかけて、活躍または殉難した志士の墓が点在し、現在、水戸市の史跡に指定されている。

## 著名な人物の墓碑一覧
- 菅政友
- 青山延光
- 青山延于
- 安積澹泊[1]
- 尼子長三郎
- 鮎沢伊太夫
- 有賀半弥
- 井坂泉太郎
- 石川桃蹊
- 鵜飼吉左衛門
- 鵜飼幸吉
- 大井松隣
- 大関和七郎[1]
- 小河吉三郎
- 小沢寅吉
- 海後磋磯之介
- 梶八次郎
- 勝村徳勝
- 金子孫二郎[1]
- 川口緑野
- 川瀬教徳
- 川辺佐次衛門
- 菊池慎七郎
- 菊池南洲
- 国友善庵
- 黒澤忠三郎[1]
- 斎藤留次郎
- 酒泉竹軒
- 榊原新左衛門
- 佐藤松渓
- 佐藤中陵
- 里見四郎左衛門
- 杉浦羔二郎
- 杉山秀太郎
- 杉山弥一郎[1]
- 住谷寅之介
- 関鉄之介[1]
- 関東 (陸軍軍人)
- 高橋庄左衛門
- 高橋多一郎
- 高橋坦室
- 瀧口六三郎
- 田丸稲之衛門
- 丹波恵介
- 茅根伊予之介[1]
- 津田信存
- 富田三保之介 - 贈正五位
- 豊田香窓
- 豊田天功
- 豊田芙雄
- 長久保猷
- 中島通軒
- 西宮宣明
- 根本五六郎
- 野村彜之介
- 蓮田一五郎[1]
- 林五郎三郎
- 原市之進
- 広岡子之次郎[1]
- 藤田小四郎
- 藤田東湖
- 藤田幽谷
- 本間玄調
- 前木新八郎
- 増子滄洲
- 松延年
- 宮本左一郎
- 森五六郎[1]
- 森半蔵
- 谷田部藤七郎
- 山口辰之介[1]
- 山中新左衛門
- 吉成又右衛門